# Ajman Sabri
Ajman Ahmad Sabri (arab. أيمن أحمد صبري) – egipski zapaśnik walczący w stylu wolnym. Wicemistrz Afryki w 1986 roku.